# 明石市立貴崎小学校
明石市立貴崎小学校（あかししりつ きさきしょうがっこう）は、兵庫県明石市貴崎にある公立小学校である。2022年度（令和4年度）現在の児童数は257名となっている。

## 沿革
- 1966年（昭和41年）4月1日 - 明石市立貴崎小学校創立。

## 通学区域・進路状況
- 明石市
  - 宮の上、貴崎1丁目～5丁目、南貴崎町[2]。
- ほとんどの児童は明石市立望海中学校へ進学するが、国私立中学校へ進学する児童もいる。

## 交通
- 山陽電鉄林崎松江海岸駅から北西へ620m
- JR明石駅南バスターミナルより5番・神姫バス 貴崎小学校前バス停下車

## 通学区域が隣接している学校
- 明石市立花園小学校
- 明石市立藤江小学校
- 明石市立林小学校
- 明石市立王子小学校